# زمینا
زمینا (لیتوانیایی: žemė) منشأ گرفته از «زم» در زبان لیتوانیایی، ایزدبانوی زمین در دین لیتوانیایی است. او معمولاً به عنوان الهه مادر و یکی از خدایان اصلی لیتوانیایی شبیه به Zemes māte لتونی در نظر گرفته می‌شود. زمینا، زمین را بارور می‌کند و تمام زندگی روی زمین، انسان، گیاه و حیوان را از طریق تغذیه می‌کند.